# 祇園造

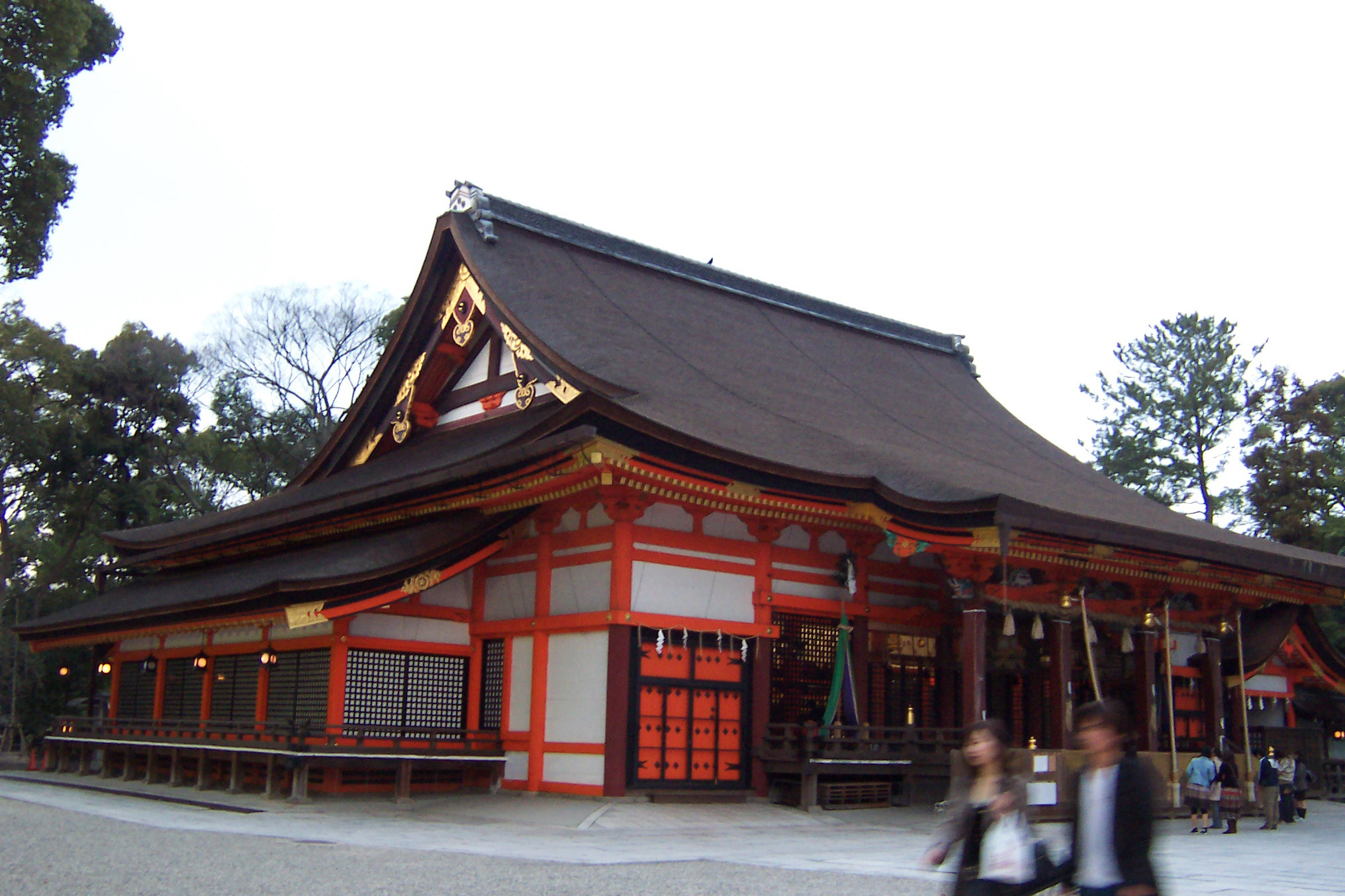
八坂神社本殿

祇園造（ぎおんづくり）は、日本の神社建築様式の1つである。八坂造（やさかづくり）とも。

## 概要
京都祇園の八坂神社だけに見られる祇園造は、別棟であった本殿と礼堂（現在の拝殿）を一つの屋根で覆ったもので、最も仏寺建築に近い神社建築様式とされる。

## 構造
祇園造の構造は、入母屋造・平入である。正面5間、側面2間に庇を廻らして本堂とし、前面に礼堂を加え、それらを一つの檜皮葺屋根で覆っている。
更に、正面には向拝を、他の三面には孫庇を加え、大規模で複雑な構造になっている。

## 歴史
- 承平5年（935年）の太政官符では、八坂神社の本殿と礼堂が別棟であることが記されている。
- 元徳3年（1331年）の古図では既に祇園造で描かれているが、この古図の原本は寛和2年（986年）のものであることから、祇園造の様式は935年から986年の間に成立したと推定される。
- 現在の本殿は、承応3年（1654年）に再建されたものである。

## 参考資料
- 『二十二社註式』
- 八坂神社『紙本着色祇園社絵図』（重要文化財）